# میزان الطب
میزان الطب یکی از نوشته‌های مهم حکیم محمد اکبر ارزانی در زمینه پزشکی سنتی است. او که در قرن ۱۱ و ۱۲ می زیسته چندین کتاب در رشته طب تألیف کرده‌است. میزان الطب از لحاظ خلاصه بودن و اینکه تقریباً برای تمامی امراض شناخته شده در زمان حیات ایشان، نسخه‌ای دارد حایز اهمیت است.

## تالیفات
از محمد اکبر ارزانی هشت کتاب در رشته طب وجود دارد.
1. تلخیص طب النبی
2. طب الاکبر یا طب اکبری
3. تعاریف الامراض
4. میزان الطب
5. مفرح القلوب
6. مجربات اکبری
7. مجربات هندیه
8. قرابادین قادری که به عنوان آخرین کتاب ایشان است و در یال ۱۱۲۶ هجری قمری تألیف شده‌است.

## میزان الطب
این کتاب مشتمل بر سه مقاله بوده و مقالات اول و دوم به اختصار و مقاله سوم مفصل و در بیان شرح بیماری‌ها و نسخه‌هایی برای درمان هر یک از آن‌ها است. این کتاب بخاطر ساده گی بیان جزو اولین کتابهای درسی حوزه‌های درسی هند و ایران بوده‌است. در به بیان کلیات طب پرداخت نشده و فقط در مقالات اول مختصری از اخلاط اربعه و معدلات و منضجات ذکر رفته است.

## نسخه‌های چاپی
اولین چاپ این کتاب در سال ۱۲۶۶ هجری قمری بوده و تا بحال دهها بار چاپ شده‌است.